# Muro del Polo Sur

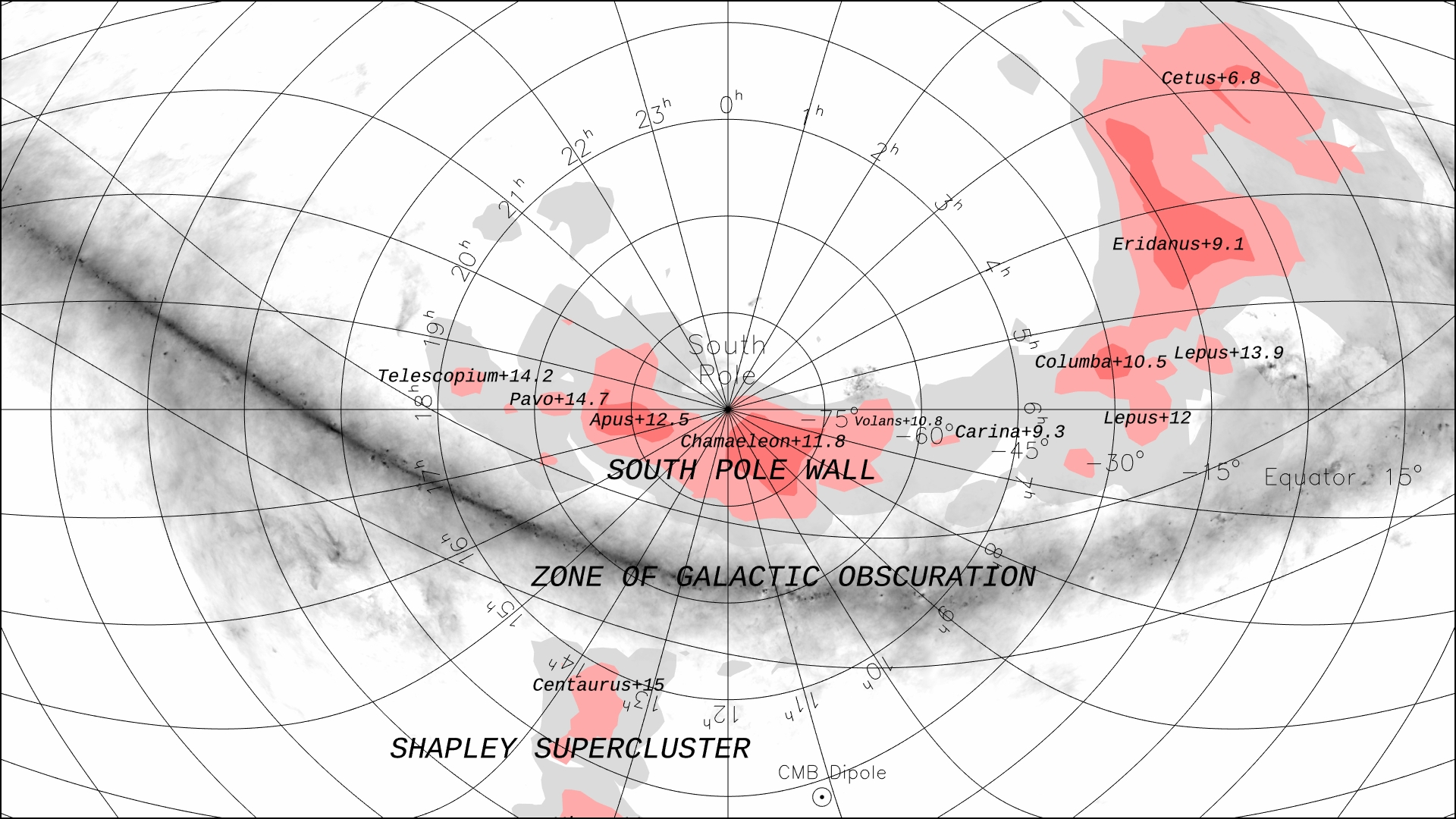
Una proyección del Muro del Polo Sur en coordenadas celestes.

El muro del Polo Sur es una estructura cósmica masiva formada por una pared gigante de galaxias (un filamento de galaxias) que se extiende por, al menos, 700 millones de años luz. Su estructura coincide con el Polo Sur celeste y es, según el equipo internacional de astrónomos que lo descubrió, "la característica contigua más grande en el Volumen Local y comparable a la Gran Muralla de Sloan a la mitad de la distancia...". Su descubrimiento fue anunciado el 10 de julio de 2020 por Daniel Pomarède, de la Universidad Paris-Saclay, y R. Brent Tully y sus colegas de la Universidad de Hawái.
Durante la presentación de las investigaciones, Pomarede expresó la pregunta de "cómo una estructura tan grande y no tan distante pasó desapercibida" afirmando que ese desconocimiento se debía "a su ubicación en una región del cielo que no ha sido completamente estudiada, y donde las observaciones directas se ven obstaculizadas por parches de polvo y nubes galácticos en primer plano. Lo hemos encontrado gracias a su influencia gravitacional, impresa en las velocidades de una muestra de galaxias".

## Extensión
El muro mide 700 millones de años luz de longitud y está ubicado aproximadamente a 500 millones de años luz de distancia. La estructura masiva se extiende más allá de la galaxia de la Vía Láctea, en la Zona de evitamiento y la Zona de Oscurecimiento Galáctico, desde la constelación de Perseo, en el hemisferio norte, hasta la de Apus, en el extremo sur. Es tan grande que afecta en gran medida la expansión local del universo. Según el astrónomo Tully, "el Muro del Polo Sur es mucho más grande de lo que vemos. Lo que hemos cartografiado se extiende por todo el dominio de la región que hemos examinado. Somos los primeros exploradores del cosmos, extendiendo nuestros mapas a lugares desconocidos territorio". Además, según el equipo internacional de astrónomos que descubrió el Muro, "no estaremos seguros de su extensión completa, ni de si es inusual, hasta que mapeemos el universo en una escala significativamente mayor".